# الن هاگن
الن هاگن (انگلیسی: Ellen Hagen; ۱۵ سپتامبر ۱۸۷۳ – ۲۸ ژانویهٔ ۱۹۶۷) کنشگری اهل سوئد بود.

## زندگی
الن هاگن در ۱۵ سپتامبر ۱۸۷۳ در استکهلم، سوئد زاده شد. او دختر کشیش و نویسنده برنارد وادستروم و همسرش هلگا وستدال (۱۸۳۸–۱۸۷۹) بود و خواهری به نام فریدا استینهوف داشت که بعدها خود به نویسنده‌ای شناخته‌شده تبدیل شد. الن دوران کودکی‌اش را در فضایی فرهنگی و تحصیل‌دوست سپری کرد که تأثیر ژرفی بر آیندهٔ فکری و اجتماعی‌اش گذاشت.
در سال ۱۸۹۶، الن با روگر هاگن، فرماندار استان یولبوری ازدواج کرد. ازدواج با شخصیتی سیاسی و معتبر، به او امکان داد وارد حلقه‌های نفوذ در عرصه‌های اجتماعی و سیاسی شود. حاصل این ازدواج دو فرزند بود، از جمله تورد هاگن که بعدها به عنوان سفیر خدمت کرد.
الن هاگن در جنبش‌های اجتماعی و فمینیستی، به‌ویژه در حوزهٔ حق رأی زنان، فعالیت گسترده‌ای داشت. او یکی از سخنرانان برجستهٔ انجمن کشوری حق رأی زنان بود و به‌عنوان زنی فصیح، پرشور و پرنفوذ شناخته می‌شد. سبک بیانی مؤثر و ظاهر آراسته و مجلل او نقشی مهم در جذب مخاطبان از طبقهٔ بالای جامعه داشت. بسیاری از افرادی که معمولاً به سخنرانی دربارهٔ حقوق زنان علاقه‌ای نشان نمی‌دادند، با شنیدن سخنان او متقاعد می‌شدند. الن با رد کلیشه‌های رایج دربارهٔ زنان مبارز که آنان را مردوار و زمخت تصویر می‌کردند، نشان داد که می‌توان در عین حفظ زنانگی، فعال سیاسی و اجتماعی نیز بود. در نهایت، تلاش‌های پیوستهٔ او و سایر فعالان باعث شد در سال ۱۹۱۹، زنان سوئدی به حق رأی دست یابند.
پس از درگذشت همسرش در سال ۱۹۲۲، دولت سوئد الن هاگن را برای جانشینی او به‌عنوان فرماندار استان یولبوری پیشنهاد کرد. این پیشنهاد گرچه در نهایت به نتیجه نرسید، اما نشان‌دهندهٔ جایگاه اجتماعی و اعتبار بالای او در میان سیاست‌مداران بود. یک سال بعد، در ۱۹۲۳، او به یکی از پایه‌گذاران مجلهٔ فمینیستی و لیبرال Tidevarvet تبدیل شد که بستری نو برای انتشار ایده‌های مترقی دربارهٔ نقش زنان در جامعه بود. این نشریه با مشارکت گروه فوگلستاد فعالیت می‌کرد و الن در آن نقش سردبیر را برعهده داشت. Tidevarvet نه‌تنها مسائل زنان، بلکه موضوعات گسترده‌تری همچون دموکراسی، عدالت اجتماعی، آموزش و فرهنگ را نیز پوشش می‌داد. هاگن با قلم و تفکر خود به این نشریه جهت و هویت ویژه‌ای بخشید.
در کنار فعالیت‌های فکری و مطبوعاتی، الن هاگن در بسیاری از انجمن‌ها و نهادهای اجتماعی نقش داشت. او مدافع آموزش برابر برای دختران، افزایش مشارکت زنان در سیاست، و گسترش دسترسی زنان به فرصت‌های شغلی بود. در بسیاری از کنفرانس‌ها و نشست‌های بین‌المللی نمایندهٔ زنان سوئدی بود و ارتباطاتی فرامرزی با دیگر فمینیست‌های اروپایی داشت.
الن هاگن تا پایان عمر به فعالیت اجتماعی ادامه داد و همواره صدای رسای عدالت، برابری و پیشرفت زنان در جامعه باقی ماند. او در ۲۸ ژانویهٔ ۱۹۶۷ در شهر زادگاهش استکهلم درگذشت و از خود میراثی ماندگار در تاریخ جنبش زنان سوئد به‌جا گذاشت.